# Bistritsa (Tchachka)
Pour les articles homonymes, voir Bistritsa.
Bistritsa (en macédonien Бистрица) est un village du centre de la Macédoine du Nord, situé dans la municipalité de Tchachka. Le village comptait 124 habitants en 2002. Il fait partie de l'Azot.

## Démographie
Lors du recensement de 2002, le village comptait :
- Macédoniens : 124